# Kulturorden
Kulturorden är en japansk orden som instiftades 1937 och tilldelas personer som gjort framstående insatser för kulturen. Den utdelas av kejsaren på Kulturdagen den 3 november i Kejsarpalatset. Mottagarna väljs ut bland personer med särskilda kulturella förtjänster av kulturministern, som rekommenderar kandidaterna till premiärministern varpå de bestäms av regeringen. När den instiftades fick nio personer kulturorden, men på senare tid har det ofta varit fem personer per år som tilldelats den.
Ordenstecknet är utformat som en mandarinblommas fem kronblad, med ett centralt emblem bestående av tre virvlande magadama (kometformade stenar). Den är upphängd i mandarinblad och frukter. Mandarinträdet är en symbol för evighet, och används i kulturorden för att anknyta till kulturens tidlöshet.